# Epicauta atkinsoni
Epicauta atkinsoni là một loài bọ cánh cứng trong họ Meloidae. Loài này được Kraatz miêu tả khoa học năm 1880.